# Sedna d'Irlanda
Sedna è il nome di due leggendari Ard ri Érenn (monarchi supremi) dell'Isola d'Irlanda.

## Sedna di Airtri
Sedna figlio di Airtri era il bisnipote di Éber Finn. Succedette nel trono d'Irlanda a Roitheachtaigh. Secondo gli Annali dei quattro saggi governò dal 1358 al 1353 a.C., secondo Seathrún Céitinn dal 980 al 975 a.C. In ogni caso sarebbe stato ucciso dal figlio Fiacha Finscothach, che prese il potere.

## Sedna Innaraigh
Sedna Innaraigh (cioè Sedna del salario) era figlio di Breisrigh e prese il potere dopo la morte di Fionn mac Brátha. Fu il primo re d'Irlanda a pagare i soldati. Secondo gli Annali dei quattro saggi governò dal 930 al 910 a.C., secondo Seathrún Céitinn dal 705 al 685 a.C. Gli succedette Simoin Breac.